# Mimo

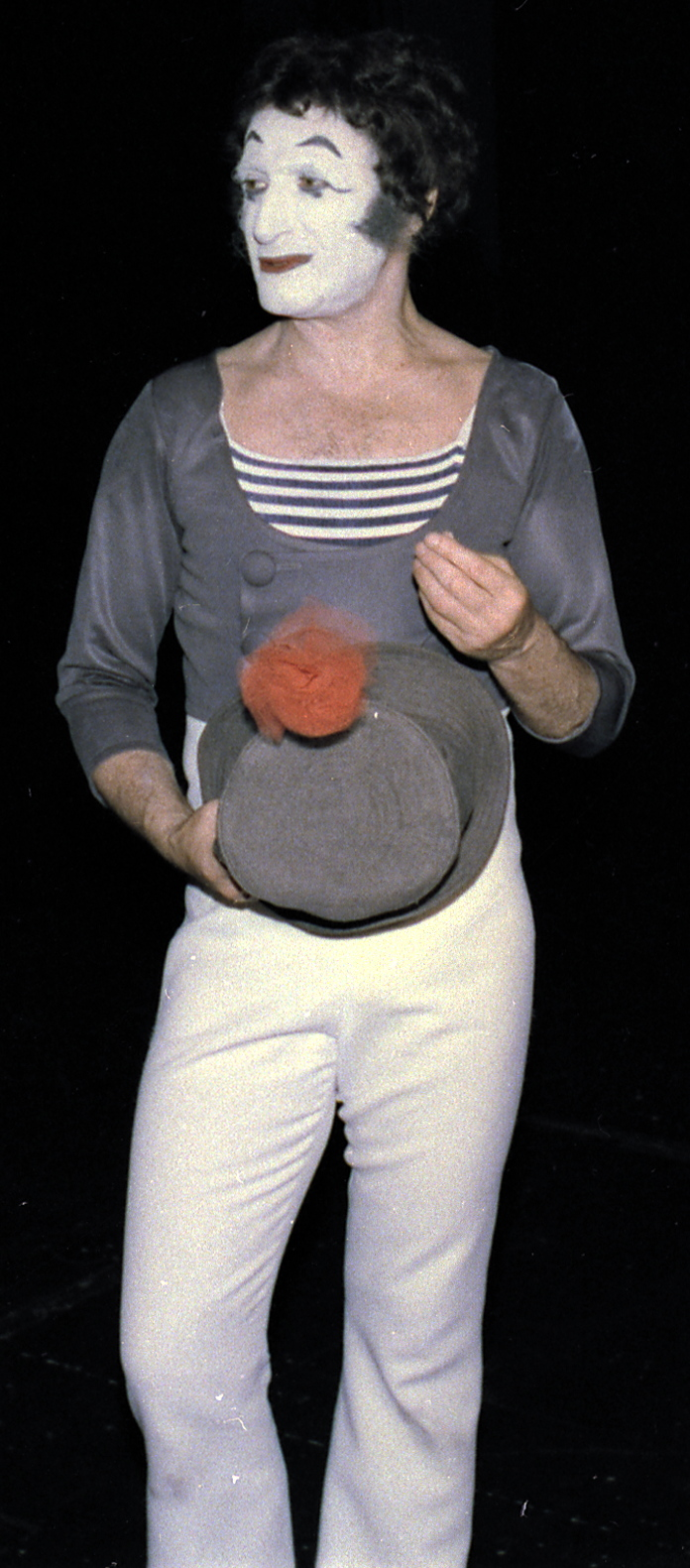
El mimo francés Marcel Marceau en 1977.

Un mimo (del griego antiguo, ‘mimos’, imitador, actor) es alguien que utiliza la mímica como medio teatral o como una acción artística, o representa una historia a través de gestos faciales o movimientos del cuerpo, sin uso del discurso o  expresión verbal.

## Orígenes
Puede concederse al mimo teatral un origen genérico en el «μῖμος» (mimo) representado en la Antigua Grecia preclásica, de carácter realista y satírico y luego asociado a otros géneros como la comedia, mezclando imitaciones y acrobacias en un régimen general de improvisación. Cercano a la farsa, el mimo grecorromano coincidía en la temática «ligera, festiva y obscena por lo general». Los primeros autores relacionados con el género fueron Epicarmo de Cos y Sofrón de Siracusa, en el siglo V a. C.
Algunas fuentes mencionan a Puladēs de Cilicia como uno de los creadores del mimo trágico, y a Bathullos de Alejandría, como creador del mimo cómico.
En Roma, Trajano desterró a los mimos, Calígula les favoreció, Marco Aurelio los hizo sacerdotes de Apolo y Nerón actuó él mismo como un mimo. Su popularidad a lo largo del periodo imperial romano llegaría a eclipsar al drama culto. Escenas del mimo del Celoso figuran en un mosaico de finales del siglo IV de la villa de Noheda. Sin embargo, en el siglo v, la Iglesia, llegaría a excomulgar a los actores y conseguir del emperador la clausura de los teatros un siglo después.
Conservado en la Europa Medieval por las compañías ambulantes, resurgió y se difundió con la Commedia dell'Arte, tuvo entre sus más dignos representantes al bufón y al cómico de la legua. También se asocia el mimo teatral con precedentes carnavalescos.
Su más moderna expresión y desarrollo se debe al mimo y saltimbanqui Jean-Gaspard Deburau, que en el París del siglo xix inmortalizó la figura silenciosa con la cara enharinada. Le seguiría luego Jacques Copeau, muy influenciado por la referida ‘comedia del arte’; su discípulo Étienne Decroux desarrolló el mimo corporal. Más tarde, Jacques Lecoq sintetizó la mímica y el teatro físico. En esta línea, el último gran representante francés fue Marcel Marceau.

## Evolución

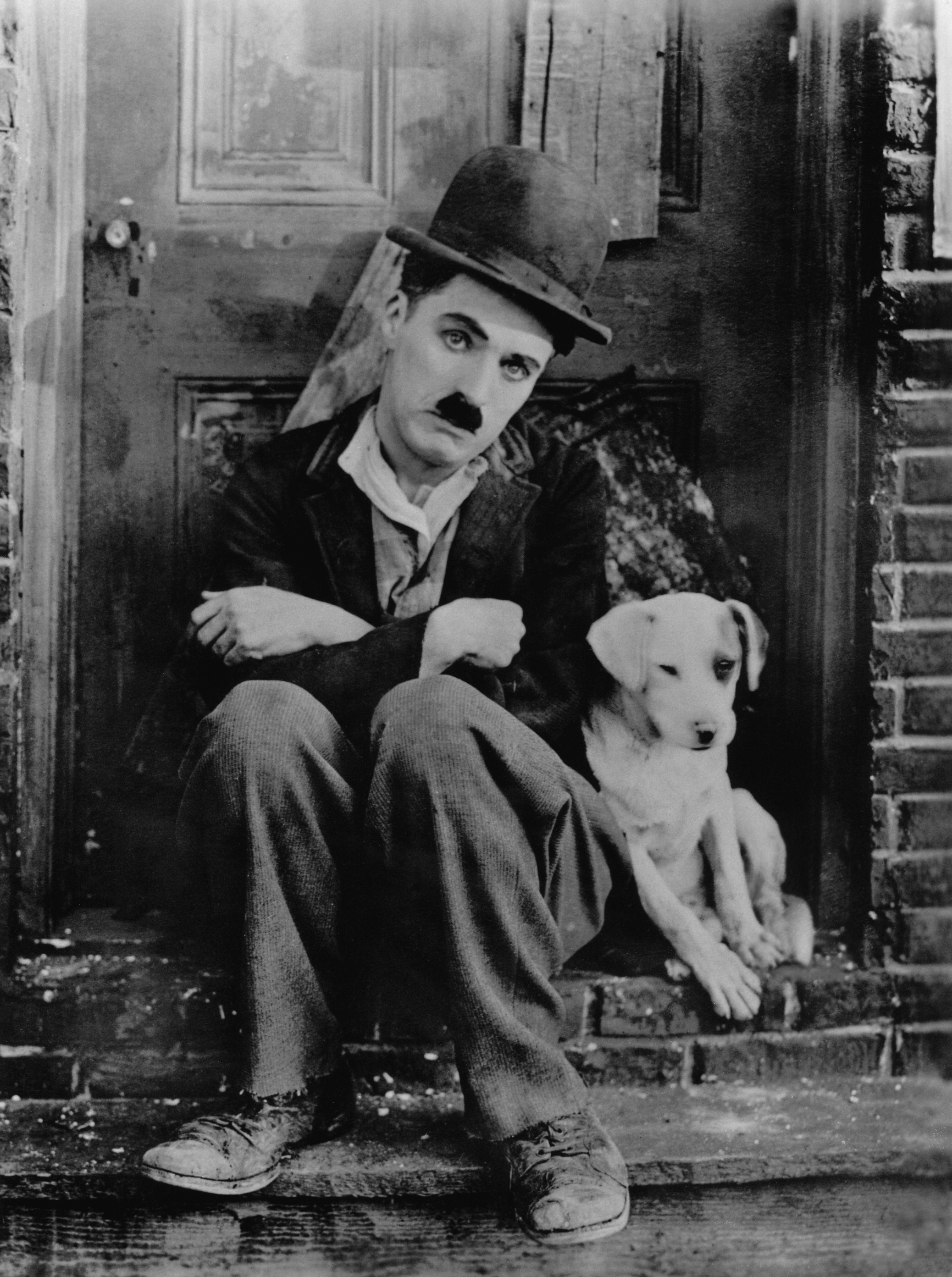
Charles Chaplin en Vida de perro (1918).

Las restricciones de la tecnología del cine mudo obligaba a contar las historias con un mínimo de diálogo, que aparecía en breves intertítulos.  En el cine mudo, actores cómicos como Charles Chaplin, Harpo Marx, Harold Lloyd, Mario Moreno y Buster Keaton, que aprendieron el arte de la mímica en el teatro, lo popularizarían a través del cine. Trayectoria que seguirían cineastas posteriores como Jacques Tati. El mimo como recurso narrativo de apoyo de la trama tuvo especial desarrollo en el cine expresionista alemán.
Asimismo, con posibles orígenes en la Commedia dell'Arte, el mimo ha sido un recurso tradicional en espectáculos populares como el circo, como lenguaje de base del payaso. En esa línea se sitúa el estilo improvisado y abierto a la participación del público de Lecoq, en oposición al estilo clásico de Marceau.

## Mimo y danza en Oriente
Las danzas clásicas de la India, etiquetadas indistintamente como bailes, rituales y formas teatrales presentan la narración a través de gestos estilizados, con una gran variedad de posiciones de las manos sugiriendo personajes, acciones y paisajes. La recitación, la música e incluso el trabajo de percusión de los pies a veces acompañan la actuación. Un ejemplo erudito pudiera ser el natia-shastra, un antiguo tratado sobre el teatro escrito por el musicólogo Bharata Muni, o tradiciones teatrales japonesas como el butō y el nō.[cita requerida]